# Derolus duffyi
Derolus duffyi là một loài bọ cánh cứng trong họ Cerambycidae.